# マジカ デ スペル
マジカ デ スペル (Magica DeSpell) はウォルト・ディズニー・カンパニーの漫画及びアニメのキャラクター。

## 設定
黒髪の悪い魔法使いで、日本ではわんぱくダック夢冒険（原題:DuckTales）に出演する事で知られている。
- 初作品:1961年コミックThe Midas Touch（作：カール・バークス）
- 職業:ヴィラン
- 世界一の金持ちになり、そのちからで世界を支配するためにスクルージ・マクダックのナンバーワンダイムを狙っている。
- ダイムはスクルージが肌身離さず所持していた硬貨で、彼の経験や知識が宿っていると考えられている。

- 旧アニメでは、自分の弟だったカラスを側近にしていた。
- イタリアのヴェスヴィオ火山在住。
- 年齢は不詳だが美しく、時々だけど女性らしい一面も垣間見える。